# Tetrachloroeten
Tetrachloroeten, tetrachloroetylen, Cl
2C=CCl
2 – organiczny związek chemiczny, pochodna etenu całkowicie podstawiona chlorem (perchloroeten). Jest bezbarwną cieczą o słodkim zapachu. Stosowany do „suchego” prania chemicznego, jako wywabiacz plam i rozpuszczalnik.
Jest prawdopodobnie rakotwórczy dla ludzi (grupa 2A według Międzynarodowej Agencji Badań nad Rakiem).
W 1922 roku amerykański lekarz weterynarii, Maurice C. Hall, wykazał skuteczność tetrachloroetylenu w leczeniu ancylostomozy powodowanej przez infestację tęgoryjcem. Terapia tetrachloroetylenem odegrała istotną rolę w zwalczaniu tęgoryjca w Stanach Zjednoczonych i za granicą. Innowacja Halla została okrzyknięta przełomem w dziedzinie medycyny tropikalnej.